# 趙明修
趙明修（1997年7月9日—），台灣男子足球員，司職中場，現效力台灣企業甲級足球聯賽球隊台電足球隊。大學就讀國立臺灣體育運動大學代表足球校隊競逐大專校院足球運動聯賽及台甲聯賽台中FUTURO。在校期間，獲得106學年度大專足球聯賽季軍及107學年度大專足球聯賽第四名。畢業後，加入台甲聯賽台中FUTURO。
國家隊方面，自2017年起代表中華台北奧運男子足球隊及中華台北男子足球代表隊出賽2019年亞洲盃資格賽、2017年世界大學生運動會等等。

## 生平
趙明修小學時原先從事籃球運動，受到校內足球風氣影響，於是日後陸續代表黎明國中及惠文高中足球校隊比賽。
大學時趙明修則就讀國立臺灣體育運動大學，並代表足球校隊競逐大專足球聯賽及台甲聯賽。在校期間，趙明修於106年大專足球聯賽季軍戰，傳出一助攻，令台體終場四比一勝出；107年大專足球聯賽則在季軍戰敗於南華大學，位居第四。除取得大專足球聯賽名次外，趙明修曾擔任球隊隊長，球隊總教練也安排他赴日本FC琉球及葡萄牙科瓦彼達迪足球俱樂部試訓，未獲青睞，但一度與汶萊球隊達成協議，惟因嚴重特殊傳染性肺炎疫情告吹。
大學畢業後，趙明修於2020年加入台甲聯賽台中FUTURO。翌年離隊，轉會至台電足球隊。
此外，趙明修大學時期數次獲得中華台北U23隊及成人隊徵召。包括2019年亞洲盃資格賽、2018年亞足聯U-23錦標賽外圍賽及2017年夏季世界大學生運動會足球比賽等比賽，還有2018年亞洲運動會足球比賽先發上陣逼和巴勒斯坦，獲得代表隊睽違52年的比賽積分。

## 外部連結
- Soccerway資料庫：趙明修